# Ари (Мозел)
Ари (фр. Arry) насеље је и општина у североисточној Француској у региону Лорена, у департману Мозел која припада префектури Мец Кампањ.
По подацима из 2011. године у општини је живело 521 становника, а густина насељености је износила 75,73 становника/km². Општина се простире на површини од 6,88 km². Налази се на средњој надморској висини од 285 метара (максималној 386 m, а минималној 170 m).

## Демографија
| 1962. | 1968. | 1975. | 1982. | 1990. | 1999. | 2011. |
| ----- | ----- | ----- | ----- | ----- | ----- | ----- |
| 301   | 324   | 304   | 358   | 350   | 407   | 521   |

График промене броја становника у току последњих година